# Maschinenfabrik Komarek

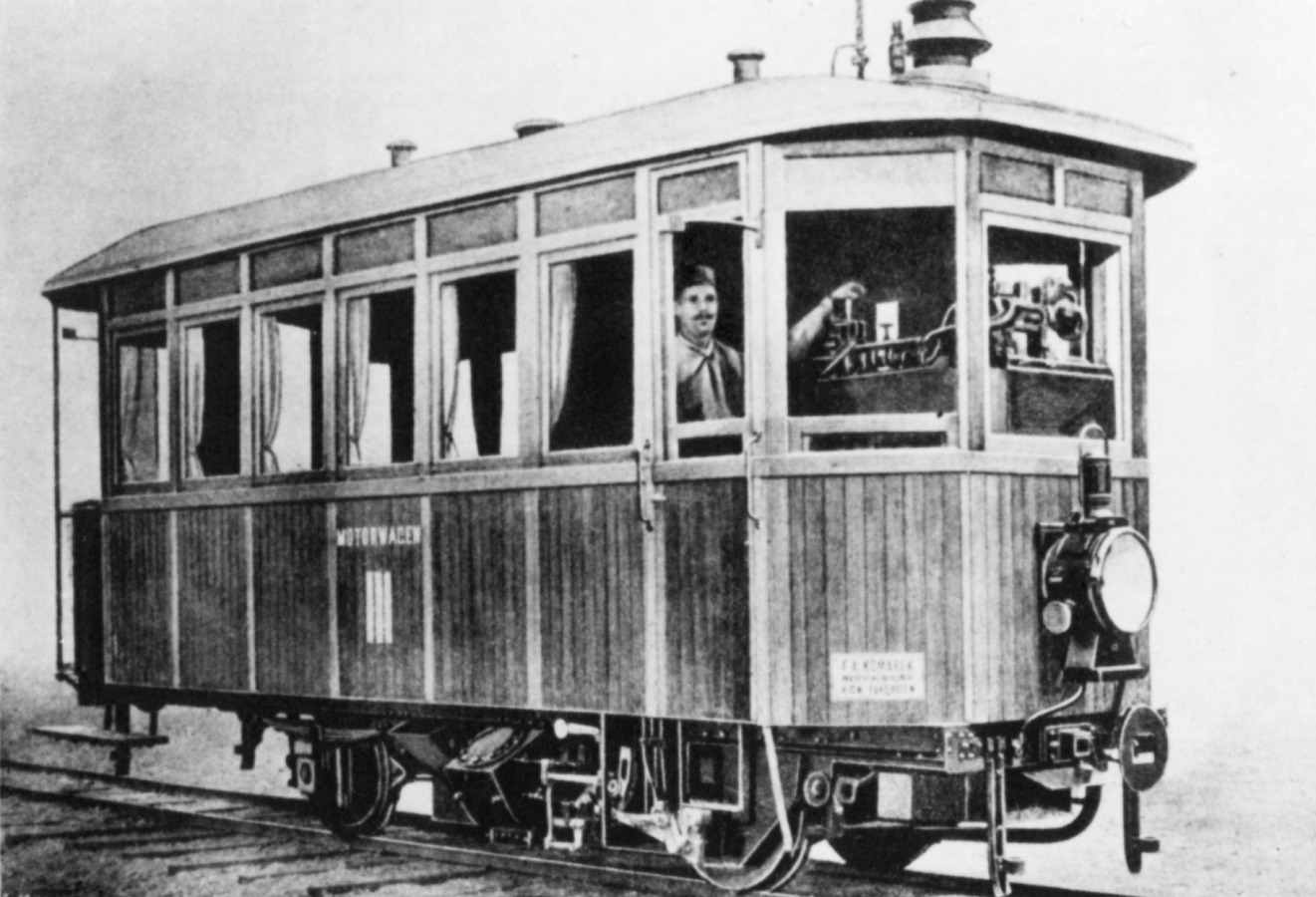
Dampftriebwagen 1–3 der NöLB

Die Maschinenfabrik F. X. Komarek war ein Maschinenbaubetrieb im Wiener Stadtteil Favoriten, der 1879 seine Produktion begann und ungefähr bis 1908 existierte. Bekannt geworden ist der Betrieb durch die mit Kessel nach ihren Patenten ausgerüsteten Dampftriebwagen System Komarek.

## Geschichte
Gegründet wurde die Firma im Jahr 1878 Firmeninhaber war der Ingenieur Franz Xaver Komarek, geboren am 2. Dezember 1846, gestorben am 29. April 1906, der die kaufmännische Leitung ausübte. Nachdem bereits im November 1907 Insolvenz angemeldet werden musste, wurde am 21. Jänner 1908 bei einem Schuldenstand von über einer Million Kronen der Konkurs über das Unternehmen eröffnet.
Bis zum Zweiten Weltkrieg wechselte das Firmenareal in der Quellenstraße noch zweimal der Besitzer. 1945 wurde es zerstört und in geänderter Form wieder aufgebaut. 1981 wurde die Produktion in Favoriten eingestellt. Heute unterliegt das Objekt keiner Nutzung mehr.

## Produkte

### Verschiedenes

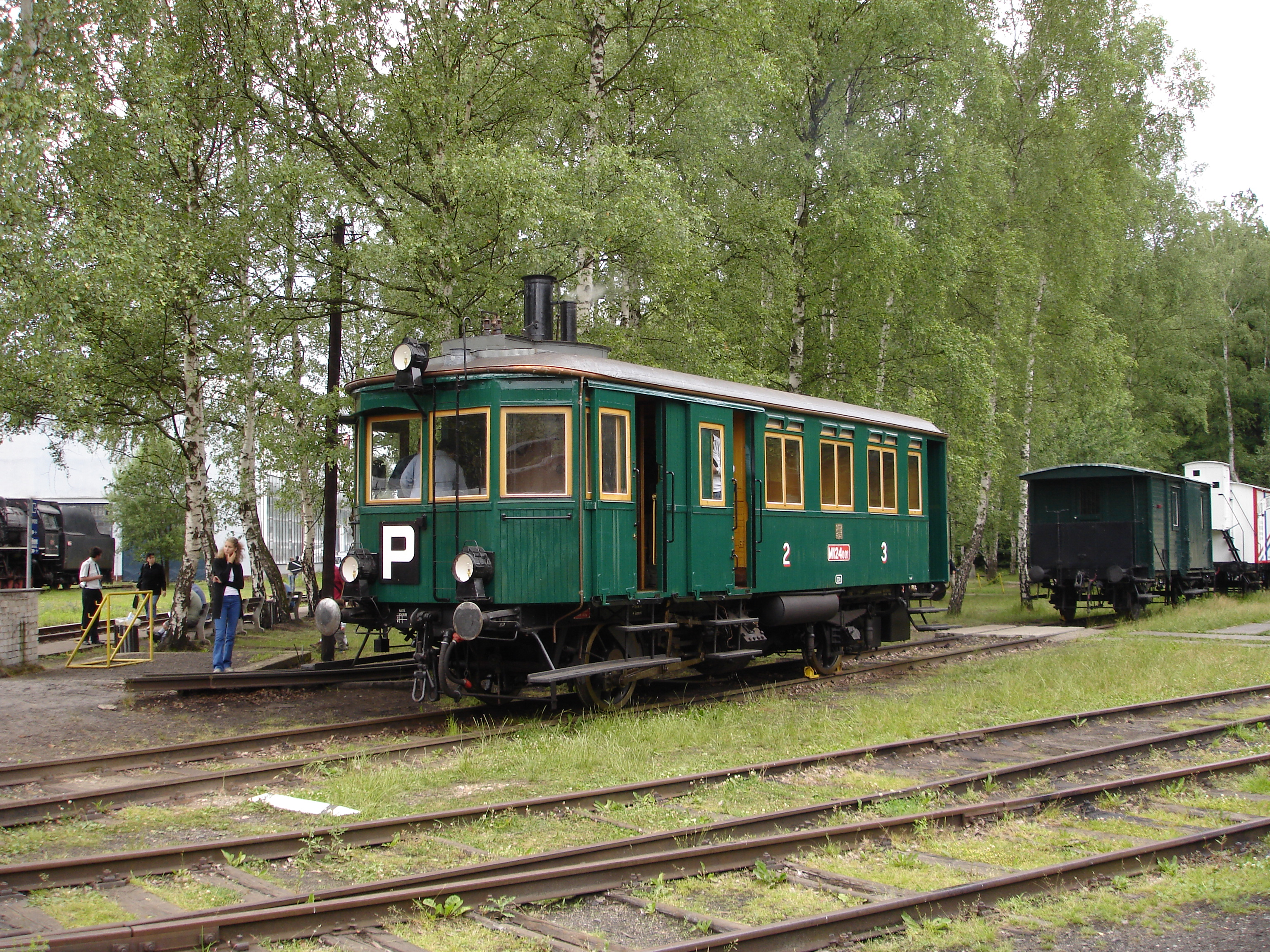
Das bekannteste Produkt ist der Dampftriebwagen kkStB 1.0, der heute fahrfähig erhalten ist.

Zu den ersten Produkten zählten Heizgeräte und Badeöfen, 1886 wurden bereits Dampfmaschinen, Dampfmotore und Dampfheizungen erzeugt. Um 1895 wurden der erste Dampflastwagen hergestellt, im selben Jahr entwickelte man eine Waschanlage zur Gewinnung von Schotter und Sand im Zuge der Wienflussregulierung.

### Dampftriebwagen
Um 1898 wurde dann auch ein erster Dampftriebwagen, konstruiert von dem Ingenieur Pawlicek, vorgestellt. Bis zum Ersten Weltkrieg entstanden ungefähr 35 dieser Fahrzeuge, von denen die Wagenkästen von den Wagenbaufirmen Rohrbacher bzw. Ringhoffer zugeliefert wurden. Diese Fahrzeuge hatten anfänglich große Erfolge, wurden jedoch bald vom technischen Fortschritt überholt. Sie kränkelten den diversen Beschreibungen in der Fachliteratur nach zu urteilen vor allem an zu geringer Leistungsfähigkeit und geringer Dampferzeugungsleistung.

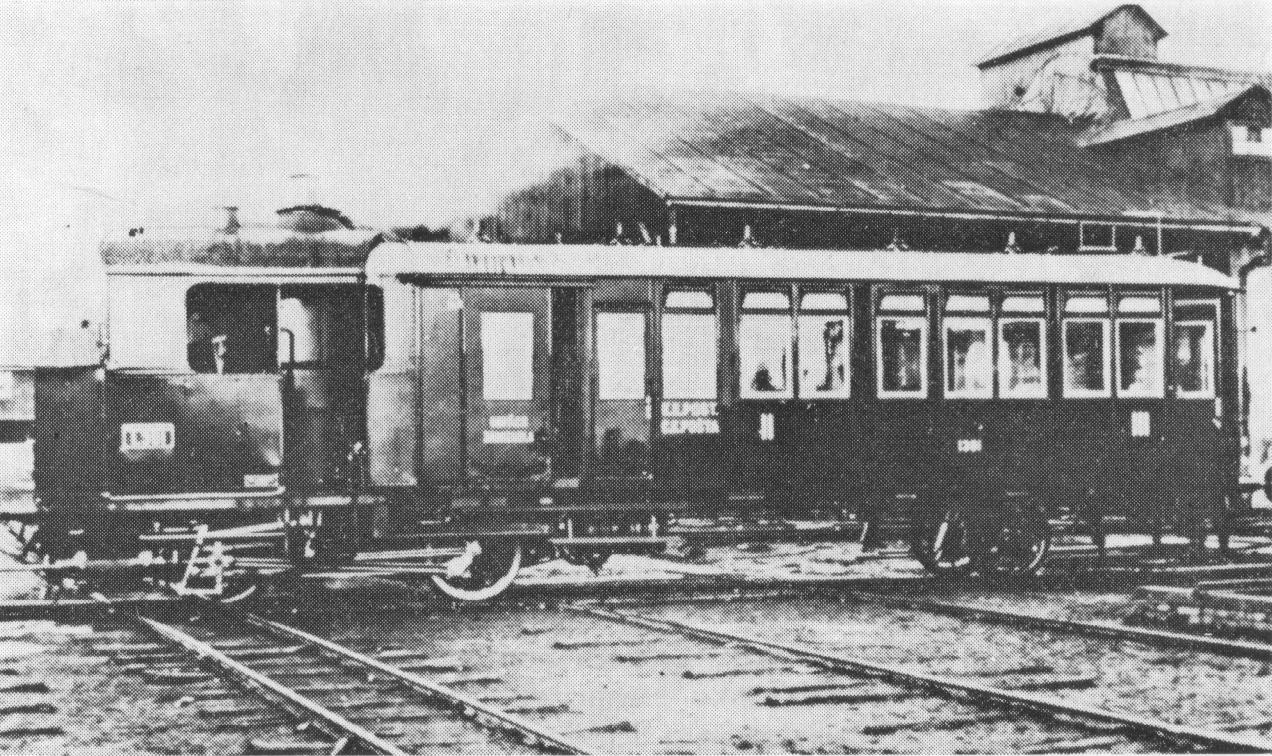
Dampftriebwagen KkStB 1.3 der Lokalbahn Saitz–Czeicz–Göding

Folgende Dampftriebwagen wurden produziert:
- kkStB 1.0, 2 Fahrzeuge, Baujahr 1904,
- kkStB 1.1, 1 Fahrzeug, Baujahr 1906,
- kkStB 1.2, 2 Fahrzeuge, Baujahr 1903,
- kkStB 1/s.0, 1 Fahrzeug, Baujahr 1903,
- kkStB 1.3, 2 Fahrzeuge, Baujahr 1909,
- kkStB 1.4, 1 Fahrzeug, Baujahr 1908.

Dazu kamen noch Fahrzeuge für Schmalspurbahnen wie der Straßenbahn Oderberg, Niederösterreichischen Landesbahnen (Waldviertler Schmalspurbahn und Mariazellerbahn), ein Probetriebwagen für die Vorortelinie der Wiener Stadtbahn und einiger anderer privater Betreiber, darunter Kerkerbachbahn DT3.
Erhalten geblieben ist ein Fahrzeug vom Typ kkStB 1.0 im Eisenbahnmuseum Lužná u Rakovníka, das bis 2006 wieder betriebsfähig aufgearbeitet wurde.